# Wilco (The Album)
Wilco (The Album) è il settimo album discografico della band alternative rock di Chicago Wilco, pubblicato nel 2009 dalla Nonesuch Records.

## Il disco
L'album è stato registrato in parte ad Auckland (Nuova Zelanda) presso gli Roundhead Studios di Neil Finn, ed in parte a Chicago (Stati Uniti), dove Mikael Jorgensen e Nels Cline si trovavano. La produzione è stata effettuata dagli stessi Wilco con Jim Scott, che già aveva collaborato come ingegnere col gruppo in tre album precedenti. Il missaggio è stato svolto a Valencia (California).
Wilco (The Album) include il primo duetto del gruppo: si tratta di You and I, a cui partecipa la canadese Feist.
Il brano You Never Know è stato pubblicato come primo singolo estratto.
L'album è stato in nomination ai Grammy nella categoria "Best Americana Album".

## Tracce
1. Wilco (The Song) - 2:59
2. Deeper Down - 2:59
3. One Wing - 3:42
4. Bull Black Nova - 5:40
5. You and I - 3:26
6. You Never Know - 4:21
7. Country Disappeared - 4:02
8. Solitaire - 3:04
9. I'll Fight - 4:23
10. Sonny Feeling - 4:13
11. Everlasting Everything - 3:58

### iTunes bonus track
1. Dark Neon - 4:24

## Formazione
Gruppo
- Jeff Tweedy - voce, chitarre
- John Stirratt - basso, cori, chitarra elettrica
- Nels Cline - chitarre, lap steel guitar, loops
- Pat Sansone - chitarre, wurlitzer, clavicembalo, Fender Rhodes, mellotron, dulcimer, celesta, piano, organo hammond, tamburello, altri strumenti, cori
- Mikael Jorgensen - piano, synth, hammond, cori
- Glenn Kotche - batteria, percussioni, carillon, cimbalom, polvere da sparo

Collaboratori
- Jason Tobias - slide cimbalom in Deeper Down
- Feist - voce in You and I
- Neil Finn - cori
- Dave Max Crawford - tromba in Everlasting Everything